# ジョン・ジョセフ・フィッツジェラルド

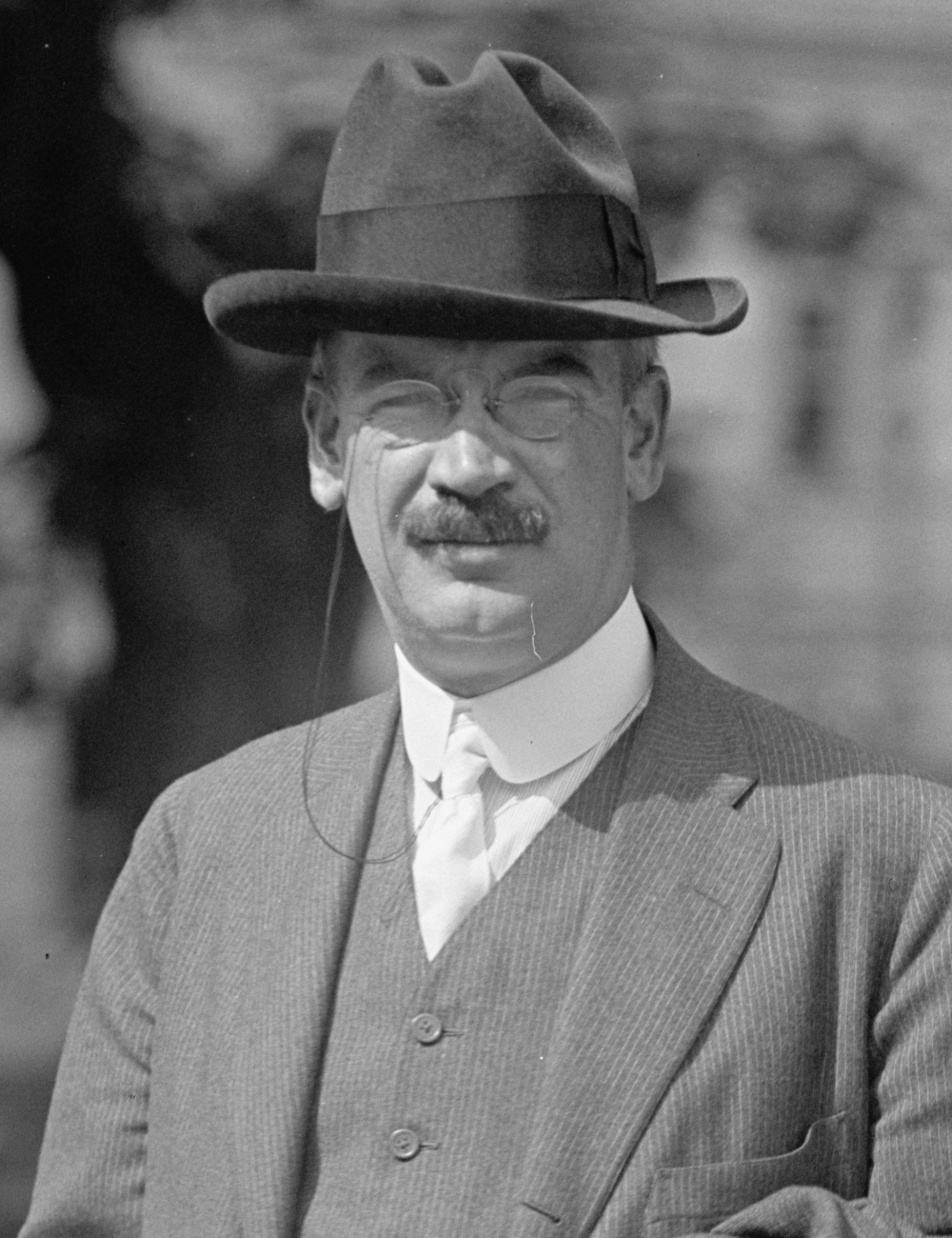
ジョン・ジョセフ・フィッツジェラルド

ジョン・ジョセフ・フィッツジェラルド（John Joseph Fitzgerald, 1872年3月10日 - 1952年5月13日）は、アメリカ合衆国の政治家。民主党に所属し、1899年から1917年まで10期連続で連邦下院議員を務めた。

## 生涯
1892年3月10日、フィッツジェラルドはニューヨーク州ニューヨークのブルックリン区において誕生した。フィッツジェラルドは地元の公立学校で初等教育を受け、ラ・サール軍事学校へ進学した。フィッツジェラルドは1901年にマンハッタン大学を卒業した。フィッツジェラルドはニューヨーク・ロースクールで法律を学び、1893年に弁護士として認可を受けた。フィッツジェラルドはニューヨーク市内で弁護士業を開業した。
フィッツジェラルドは1900年から1928年まで、ニューヨーク州の代表として民主党全国大会に出席した。フィッツジェラルドはまた、マンハッタン大学の理事も務めた。
フィッツジェラルドは民主党の公認を受けて、1898年の連邦下院議員選挙で勝利した。フィッツジェラルドは1899年3月4日から以後10期連続で連邦下院議員に当選した。フィッツジェラルドは1917年12月31日に辞職した。フィッツジェラルドは連邦下院において第62議会から第65議会まで、歳出委員会の委員長を務めた。
フィッツジェラルドは連邦下院議員を辞職後、弁護士業を再開した。1932年3月、フィッツジェラルドはニューヨーク州キングス郡の郡判事に指名された。フィッツジェラルドは1932年11月に着任し、1942年12月31日に辞職した。フィッツジェラルドはその後、弁護士業を再開した。
1952年5月13日、フィッツジェラルドはニューヨークのブルックリン区において死去した。フィッツジェラルドの遺体はニューヨークのクイーンズ区ミドルヴィレッジにあるセント・ジョンズ墓地に埋葬された。